# International Obfuscated C Code Contest
IOCCC (ang. International Obfuscated C Code Contest) – organizowany raz do roku konkurs najbardziej nieczytelnego kodu w języku C. Pierwszy raz został przeprowadzony w 1984.
Konkurs został zapoczątkowany przez Landona Curta Nolla i Larry'ego Bassela w 1984, gdy obaj byli zatrudnieni w firmie National Semiconductor's Genix w grupie zajmującej się przenoszeniem (porting) kodu. Wpadli na pomysł konkursu, gdy wymieniali uwagi na temat fatalnie napisanych programów, które analizowali.
Założenia konkursu:
- napisać jak najbardziej nieczytelny kod w języku C według określonych zasad,
- by w ironiczny sposób pokazać, jak ważny jest styl kodowania;
- by „wymęczyć” kompilatory języka C,
- by zilustrować specyfikę kompilatorów języka C,
- by pozwolić na debaty na temat kiepskiego kodu.

## Przykłady
Poniżej znajduje się program westley.c z 1988 r. Wylicza on przybliżoną wartość π przez obliczenie swojej własnej powierzchni.
```
#define _ -F<00||--F-OO--;

int
 
F
=
00
,
OO
=
00
;
main
(){
F_OO
();
printf
(
"%1.3f
\n
"
,
4.
*-
F
/
OO
/
OO
);}
F_OO
()

{

            
_
-
_
-
_
-
_

       
_
-
_
-
_
-
_
-
_
-
_
-
_
-
_
-
_

    
_
-
_
-
_
-
_
-
_
-
_
-
_
-
_
-
_
-
_
-
_
-
_

  
_
-
_
-
_
-
_
-
_
-
_
-
_
-
_
-
_
-
_
-
_
-
_
-
_
-
_

 
_
-
_
-
_
-
_
-
_
-
_
-
_
-
_
-
_
-
_
-
_
-
_
-
_
-
_
-
_

 
_
-
_
-
_
-
_
-
_
-
_
-
_
-
_
-
_
-
_
-
_
-
_
-
_
-
_
-
_

_
-
_
-
_
-
_
-
_
-
_
-
_
-
_
-
_
-
_
-
_
-
_
-
_
-
_
-
_
-
_

_
-
_
-
_
-
_
-
_
-
_
-
_
-
_
-
_
-
_
-
_
-
_
-
_
-
_
-
_
-
_

_
-
_
-
_
-
_
-
_
-
_
-
_
-
_
-
_
-
_
-
_
-
_
-
_
-
_
-
_
-
_

_
-
_
-
_
-
_
-
_
-
_
-
_
-
_
-
_
-
_
-
_
-
_
-
_
-
_
-
_
-
_

 
_
-
_
-
_
-
_
-
_
-
_
-
_
-
_
-
_
-
_
-
_
-
_
-
_
-
_
-
_

 
_
-
_
-
_
-
_
-
_
-
_
-
_
-
_
-
_
-
_
-
_
-
_
-
_
-
_
-
_

  
_
-
_
-
_
-
_
-
_
-
_
-
_
-
_
-
_
-
_
-
_
-
_
-
_
-
_

    
_
-
_
-
_
-
_
-
_
-
_
-
_
-
_
-
_
-
_
-
_
-
_

        
_
-
_
-
_
-
_
-
_
-
_
-
_
-
_

            
_
-
_
-
_
-
_

}

```

Standardowa kompilacja gcc westley.c powiedzie się, ale program nie będzie działał poprawnie. Aby działał poprawnie, należy dokonać pewnych modyfikacji w wierszu wywołania kompilatora gcc, tak jak poniżej
gcc -E westley.c | sed 's/- -/--/g' | gcc -x c -o west -
Zostanie wygenerowany kod binarny west, który można uruchomić (np. poleceniem ./west).
Inny przykład to symulator lotu, zwycięzca konkursu w 1998.
```
#include
                                     
<math.h>

#include
                                   
<sys/time.h>

#include
                                   
<X11/Xlib.h>

#include
                                  
<X11/keysym.h>

                                          
double
 
L
 
,
o
 
,
P

                                         
,
_
=
dt
,
T
,
Z
,
D
=
1
,
d
,

                                         
s
[
999
],
E
,
h
=
 
8
,
I
,

                                         
J
,
K
,
w
[
999
],
M
,
m
,
O

                                        
,
n
[
999
],
j
=
33e-3
,
i
=

                                        
1E3
,
r
,
t
,
 
u
,
v
 
,
W
,
S
=

                                        
74.5
,
l
=
221
,
X
=
7.26
,

                                        
a
,
B
,
A
=
32.2
,
c
,
 
F
,
H
;

                                        
int
 
N
,
q
,
 
C
,
 
y
,
p
,
U
;

                                       
Window
 
z
;
 
char
 
f
[
52
]

                                    
;
 
GC
 
k
;
 
main
(){
 
Display
*
e
=

 
XOpenDisplay
(
 
0
);
 
z
=
RootWindow
(
e
,
0
);
 
for
 
(
XSetForeground
(
e
,
k
=
XCreateGC
 
(
e
,
z
,
0
,
0
),
BlackPixel
(
e
,
0
))

;
 
scanf
(
"%lf%lf%lf"
,
y
 
+
n
,
w
+
y
,
 
y
+
s
)
+
1
;
 
y
 
++
);
 
XSelectInput
(
e
,
z
=
 
XCreateSimpleWindow
(
e
,
z
,
0
,
0
,
400
,
400
,

0
,
0
,
WhitePixel
(
e
,
0
)
 
),
KeyPressMask
);
 
for
(
XMapWindow
(
e
,
z
);
 
;
 
T
=
sin
(
O
)){
 
struct
 
timeval
 
G
=
{
 
0
,
dt
*
1e6
}

;
 
K
=
 
cos
(
j
);
 
N
=
1e4
;
 
M
+=
 
H
*
_
;
 
Z
=
D
*
K
;
 
F
+=
_
*
P
;
 
r
=
E
*
K
;
 
W
=
cos
(
 
O
);
 
m
=
K
*
W
;
 
H
=
K
*
T
;
 
O
+=
D
*
_
*
F
/
 
K
+
d
/
K
*
E
*
_
;
 
B
=

sin
(
j
);
 
a
=
B
*
T
*
D
-
E
*
W
;
 
XClearWindow
(
e
,
z
);
 
t
=
T
*
E
+
 
D
*
B
*
W
;
 
j
+=
d
*
_
*
D
-
_
*
F
*
E
;
 
P
=
W
*
E
*
B
-
T
*
D
;
 
for
 
(
o
+=
(
I
=
D
*
W
+
E

*
T
*
B
,
E
*
d
/
K
 
*
B
+
v
+
B
/
K
*
F
*
D
)
*
_
;
 
p
<
y
;
 
){
 
T
=
p
[
s
]
+
i
;
 
E
=
c
-
p
[
w
];
 
D
=
n
[
p
]
-
L
;
 
K
=
D
*
m
-
B
*
T
-
H
*
E
;
 
if
(
p
 
[
n
]
+
w
[
 
p
]
+
p
[
s

]
==
 
0
|
K
 
<
fabs
(
W
=
T
*
r
-
I
*
E
 
+
D
*
P
)
 
|
fabs
(
D
=
t
 
*
D
+
Z
 
*
T
-
a
 
*
E
)
>
 
K
)
N
=
1e4
;
 
else
{
 
q
=
W
/
K
 
*
4E2
+
2e2
;
 
C
=
 
2E2
+
4e2
/
 
K

 
*
D
;
 
N
-1E4
&&
 
XDrawLine
(
e
 
,
z
,
k
,
N
 
,
U
,
q
,
C
);
 
N
=
q
;
 
U
=
C
;
 
}
 
++
p
;
 
}
 
L
+=
_
*
 
(
X
*
t
 
+
P
*
M
+
m
*
l
);
 
T
=
X
*
X
+
 
l
*
l
+
M
 
*
M
;

  
XDrawString
(
e
,
z
,
k
 
,
20
,
380
,
f
,
17
);
 
D
=
v
/
l
*
15
;
 
i
+=
(
B
 
*
l
-
M
*
r
 
-
X
*
Z
)
*
_
;
 
for
(;
 
XPending
(
e
);
 
u
 
*=
CS
!=
N
){

                                   
XEvent
 
z
;
 
XNextEvent
(
e
 
,
&
z
);

                                       
++*
((
N
=
XLookupKeysym

                                         
(
&
z
.
xkey
,
0
))
-
IT
?

                                         
N
-
LT
?
 
UP
-
N
?&
 
E
:&

                                         
J
:
&
 
u
:
 
&
h
);
 
--*
(

                                         
DN
 
-
N
?
 
N
-
DT
 
?
N
==

                                         
RT
?&
u
:
 
&
 
W
:&
h
:&
J

                                          
);
 
}
 
m
=
15
*
F
/
l
;

                                          
c
+=
(
I
=
M
/
 
l
,
l
*
H

                                          
+
I
*
M
+
a
*
X
)
*
_
;
 
H

                                          
=
A
*
r
+
v
*
X
-
F
*
l
+
(

                                          
E
=
.1
+
X
*
4.9
/
l
,
t

                                          
=
T
*
m
/
32
-
I
*
T
/
24

                                           
)
/
S
;
 
K
=
F
*
M
+
(

                                           
h
*
 
1e4
/
l
-
(
T
+

                                           
E
*
5
*
T
*
E
)
/
3e2

                                           
)
/
S
-
X
*
d
-
B
*
A
;

                                           
a
=
2.63
 
/
l
*
d
;

                                           
X
+=
(
 
d
*
l
-
T
/
S

                                            
*
(
.19
*
E
 
+
a

                                            
*
.64
+
J
/
1e3

                                            
)
-
M
*
 
v
 
+
A
*

                                            
Z
)
*
_
;
 
l
 
+=

                                            
K
 
*
_
;
 
W
=
d
;

                                            
sprintf
(
f
,

                                            
"%5d  %3d"

                                            
"%7d"
,
p
 
=
l

                                           
/
1.7
,(
C
=
9E3
+

                              
O
*
57.3
)
%
0550
,(
int
)
i
);
 
d
+=
T
*
(
.45
-14
/
l
*

                             
X
-
a
*
130
-
J
*
 
.14
)
*
_
/
125e2
+
F
*
_
*
v
;
 
P
=
(
T
*
(
47

                             
*
I
-
m
*
 
52
+
E
*
94
 
*
D
-
t
*
.38
+
u
*
.21
*
E
)
 
/
1e2
+
W
*

                             
179
*
v
)
/
2312
;
 
select
(
p
=
0
,
0
,
0
,
0
,
&
G
);
 
v
-=
(

                              
W
*
F
-
T
*
(
.63
*
m
-
I
*
.086
+
m
*
E
*
19
-
D
*
25
-.11
*
u

                               
)
/
107e2
)
*
_
;
 
D
=
cos
(
o
);
 
E
=
sin
(
o
);
 
}
 
}

```

Aby skompilować program, należy wywołać komendę (system Linux):
```
cc banks.c -o banks -DIT=XK_Page_Up -DDT=XK_Page_Down \
	-DUP=XK_Up -DDN=XK_Down -DLT=XK_Left -DRT=XK_Right \
	-DCS=XK_Return -Ddt=0.02 -lm -lX11 -L/usr/X11R6/lib

```